# Giacomo Colombo (scultore)

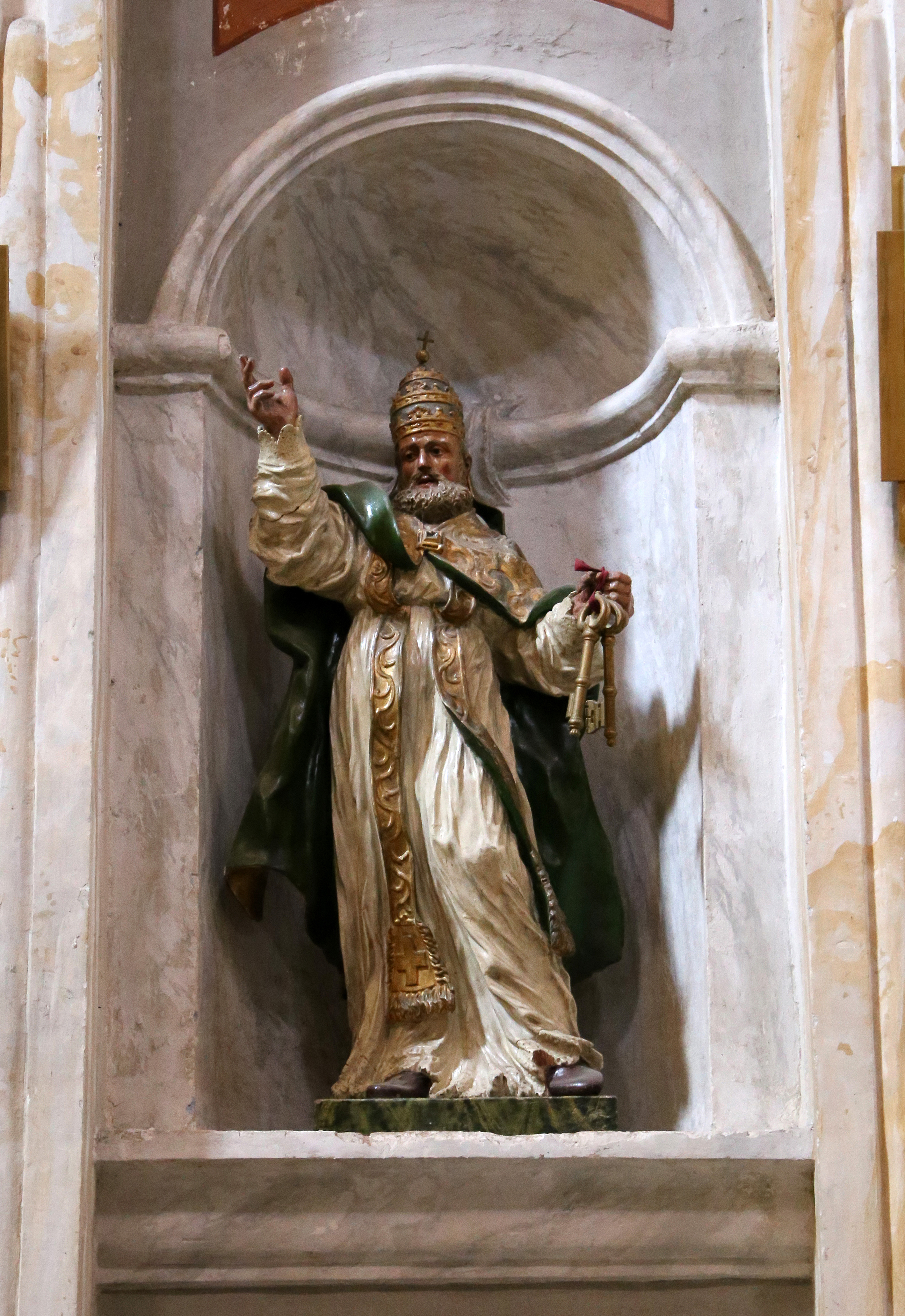
G. Colombo (attribuito), San Pietro papa (1750 ca.), Cattedrale di Oristano

Giacomo Colombo (Este, 1663 – Napoli, 1731) è stato uno scultore, pittore e disegnatore italiano.

## Biografia
Giacomo Colombo nacque ad Este (Padova) nel 1663, ma fu a Napoli che ebbe la sua formazione artistica. La sua poliedrica attività parte dalla tradizione lignea policroma barocca per evolversi entro il primo decennio del Settecento a personalissimi risultati di gusto arcadico-rococò. Fu infatti scultore in marmo, legno policromo e stucco; pittore, disegnatore d'argenterie sacre e di incisioni riproducenti le sue opere.
Giunse a Napoli nel 1678, probabilmente al seguito dello scultore Pietro Barberis, con il quale nel 1688 collaborò alle acquasantiere in marmo nella chiesa della Croce di Lucca.
Nel 1689 eseguì il Crocifisso per la chiesa di San Pietro di Cava dei Tirreni, ove l'amore per l'antico tempera il pietismo controriformista. Nello stesso anno entra nella Corporazione dei Pittori. Della sua attività di pittore non restano tracce, ma dovette essere vasta dato che nel 1701 fu eletto prefetto della Corporazione.
Nel 1691 eseguì il Crocifisso in legno policromo per la chiesa di Santo Stefano a Capri, un'opera nella quale si annunciano le eleganze neomanieristiche negando le affermazioni berniniane e fanzaghiane. Il Crocifisso poggia su di una tela che raffigura La Maddalena, la Madonna e San Giovanni Evangelista ai piedi della croce: potrebbe essere una testimonianza della sua attività da pittore, ma non abbiamo finora prove documentarie.
Notevole fu la sua opera nel presepe napoletano, che è possibile distinguere in due periodi. Al primo, caratterizzato da un vivace realismo, appartengono le statue per i complessi lignei presepiali di Santa Maria in Portico di Napoli (1695 circa) e di Santa Maria in Aracoeli di Roma (1696 circa), di cui ci restano solo alcuni elementi. Al secondo periodo (dal 1714 al termine dell'attività) sono da assegnare le figure (quasi tutte in collezione private a Napoli), ove l'icasticità è temperata alla luce dello sperimentalismo del gusto arcadico-rococò, che traduce in raffinatissimi e fluidi volumi le crude espressioni del primo periodo.
Il timbro barocco delle sculture in marmo appare temperato dalla vena classicista, come nella opulenta Maddalena del 1695 (già nella chiesa omonima a Napoli, per giungere ad annunciare nel 1701, nelle complesse tombe Ludovisi (Napoli, chiesa dell'Ospedaletto) quelle istanze arcadico-rococò di cui sarà assertore unitamente al pittore Paolo De Matteis ed agli scultori N. Fumo, F. Picano, ed altri.
Giacomo Colombo collaborò con Francesco Solimena alla realizzazione dei complessi "modelli in legno" degli altari per la Certosa di San Martino (1700) e la Cappella del Tesoro di San Gennaro (1707). Questo non influì sulla sua formazione culturale, che diverge da quella del Solimena.

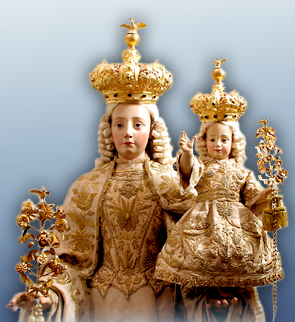
Madonna del Rosario, nella chiesa della Santissima Trinità dei Celestini, San Severo (FG).

Colombo lavorò in tutte le province del viceregno: da Lecce a Lucera, da Sulmona a Salerno. Alcune sue opere sono state inviate in Spagna. Nel 1718 realizzò il suo capolavoro, l'Immacolata Concezione, eseguita per la chiesa di San Francesco d'Assisi di Lucera, commissionata dal Padre Maestro San Francesco Antonio Fasani, per il quale aveva già eseguito un San Francesco qualche anno prima e eseguirà successivamente altre opere.
Ricerca dell'intimizzazione del mezzo espressivo plastico e di levità cromatica si evincono nelle Santa Caterina d'Alessandria (1718) della chiesa di Santa Chiara del Borgo a Santa Lucia di Serino, e nell'Assunta (1724) di Carano (Sessa Aurunca).
Tra il 1724 ed il 1726 il Colombo realizzò la vasta decorazione marmorea per il cappellone di San Vincenzo nella chiesa di Santa Caterina a Formiello (Napoli), ove le sculture denunziano stanchezza e l'evidente larga partecipazione della bottega.
Giacomo Colombo morì a Napoli nel 1731.

## Opere
- San Bartolomeo, 1700-1710, statua lignea policroma, Bojano, Concattedrale di San Bartolomeo Apostolo
- Crocifisso, 1681, statua lignea policroma, Sant'Agata di Puglia
- Crocifisso, 1689, statua lignea policroma, Cava dei Tirreni, Chiesa di San Pietro
- San Fedele da Sigmaringen (circa 1690), Eboli, convento di San Pietro Apostolo, Cripta di San Berniero
- Cristo Spirante in Croce, 1691, Lagonegro, Chiesa del Santissimo Crocifisso
- Crocifisso, 1691, statua lignea policroma, Capri, Chiesa di Santo Stefano
- Cristo alla Colonna, 1698, statua lignea policroma, Madrid, cattedrale dell'Almudena
- San Pietro in Cattedra, 1698, statua in legno policromato, Serre, chiesa di San Martino Vescovo, ma proveniente dalla chiesa di San Pietro a Serre.
- Cristo Morto, 1698, statua lignea policroma, Napoli, Museo Università Suor Orsola Benincasa
- Maria Santissima Addolorata, 1699, manichino ligneo policromo, Troia, chiesa dell'Addolorata
- Sant'Agostino, statua lignea policroma, Troia, Museo del Tesoro della Cattedrale
- San Francesco d'Assisi, statua lignea policroma, Troia, cattedrale dell'Assunta
- Maria SS. Assunta, statua lignea policroma, Troia, cattedrale dell'Assunta
- Sant'Antonio da Padova, statua lignea. Caivano, Chiesa di Sant'Antonio ai Cappuccini.
- Pietà, 1696–1703, Eboli, Collegiata di Santa Maria della Pietà
- San Leonardo Abate, 1703, statua lignea policroma, Chiesa di San Leonardo (Manduria)
- Monumenti Funebri di Nicola Ludovisi e Annamaria Arduino, principi di Piombino, 1703, Napoli, Chiesa di San Diego all'Ospedaletto
- Maria Santissima Addolorata, Altamura, cattedrale Maria Santissima Assunta in Cielo
- Annunciazione, 1705, gruppo scultoreo in legno policromo, Sant'Arsenio, Chiesa dell'Annunziata
- Crocifisso, 1706, statua lignea policroma, Marcianise (Caserta), chiesa di San Michele Arcangelo
- Ecce Homo, 1707, statua lignea policroma, Lagonegro, Chiesa del S.S. Crocifisso
- Maria Santissima delle Grazie, 1707, statua lignea policroma, Capua, Chiesa della Santella
- Immacolata Concezione, Eboli, chiesa di San Francesco
- Madonna della Quercia di Visora, inizi XVIII, statua lignea policroma, Conflenti (Catanzaro)
- San Francesco d'Assisi, 1713, statua lignea policroma, Lucera, Basilica Santuario di San Francesco Antonio Fasani
- San Pietro, 1713, busto, San Pietro al Tanagro (Salerno), Chiesa di San Pietro
- San Gianuario, 1714, busto, Marsico Nuovo (Potenza),Chiesa di San Gianuario
- Maria S.S. del Rosario, 1716, manichino ligneo, San Severo, chiesa Santissima Trinità dei Celestini
- Immacolata Concezione, 1718, statua lignea policroma, Lucera, basilica Santuario di San Francesco Antonio Fasani
- Immacolata Concezione, manichino ligneo, Carovigno
- San Chiaro martire, inizi XVIII, busto ligneo policromo, Lucera, Chiesa di San Giovanni Battista
- Immacolata Concezione, manichino ligneo policromo, Lucera, Basilica Santuario di San Francesco Antonio Fasani
- San Giuseppe, 1718, statua lignea policroma, Lucera, chiesa di San Domenico, Cappella di San Giuseppe
- San Benedetto di Norcia, 1720, statua lignea policroma, Lucera, Chiesa di Santa Caterina d'Alessandria
- Santa Caterina d'Alessandria, 1718, Santa Lucia di Serino, Chiesa di Santa Chiara del Borgo
- San Michele Arcangelo, 1718, statua lignea policroma, Casagiove.
- Immacolata Concezione 1719, statua lignea policroma, Foggia, Cattedrale
- Immacolata Concezione 1719, statua lignea policroma, Ostuni, Chiesa di San Francesco d'Assisi
- Immacolata Concezione 1719, statua lignea policroma, Ostuni, Convento delle Benedettine
- San Giuseppe, 1720, statua lignea policroma, Foggia, Cattedrale
- Sant'Antonio di Padova, 1720, Foggia, Chiesa dell'Annunziata
- San Francesco di Paola, 1730 Foggia, Chiesa dell'Annunziata
- San Michele, statua lignea policroma, Solofra (Avellino)[4]
- San Filippo Neri, 1722, busto ligneo policromo, Solofra (Avellino), Collegiata di San Michele
- Maria Santissima della Libera, 1724, Carano (Sessa Aurunca)
- Maria Santissima del Rosario, manichino processionale, Postiglione, parrocchia dei Santi Giorgio e Nicola.
- Immacolata Concezione, statua lignea policroma, 1703, Casalattico (Frosinone), Chiesa di san Barbato Vescovo.
- San Gaetano Thiene - Cattedrale di San Giustino (Chieti)
- Madonna della Candelora (metà del XVII sec), dall'ex chiesa di San Giovanni o della Candelora, poi nella chiesa di Sant'Agostino, e infine nella chiesa di San Biagio (Lanciano)
- Madonna della Cintura, per la confraternita omonima, chiesa di Sant'Agostino (Lanciano)
- Sant'Antonio di Padova - chiesa di Sant'Antonio e San Pietro (ex San Francesco) - Vasto
- Crocifisso - dall'ex chiesa di San Pietro, ora nella chiesa di Sant'Antonio di Padova (Vasto)
- Madonna del Santissimo Rosario, cappella della Congrega del Rosario nella chiesa di Santo Stefano (Castel Frentano)
- Macchina sacra della Santissima Trinità - chiesa della Santissima Trinità (Popoli)
- Maria Addolorata (per il Venerdì santo) e San Michele che colpisce il drago (firmato e datato 1717), Collegiata di San Michele arcangelo  (Città Sant'Angelo)
- Santa Teresa d'Avila (1707) Cattedrale di San Panfilo (Sulmona)
- San Francesco Saverio - chiesa di San Rocco (Lama dei Peligni), ante 1720
- Santa Maria Maddalena - cappella dell'Istituto del Santissimo Rosario a Sant'Agata (Chieti)
- Sant'Antonio di Padova - chiesa di San Francesco al Corso (Chieti), firmata e datata 1711, copiato da Giovanni Antonio Santarelli nella chiesa di San Pancrazio a Manoppello (PE)
- Santa Concordia martire - Basilica di Santa Maria Assunta (Castel di Sangro)
- San Michele - santuario di San Michele arcangelo (Liscia), attribuito
- Immacolata Concezione - chiesa di San Francesco (Agnone)
- San Placido - chiesa di San Marco (Agnone)
- Madonna delle Grazie - chiesa della Beata Vergine delle Grazie (Castelbottaccio)
- San Nicola - chiesa madre di San Giuliano del Sannio

### Attribuzioni
- Sant'Antonio abate,  fine XVII secolo, statua lignea policroma, Frattamaggiore, Chiesa dell’Annunziata e di Sant'Antonio da Padova
- San Francesco di Paola, fine XVII, statua lignea policroma, Avellino, dal Convento del Carmine ora al Museo civico di Villa Amendola[5]
- San Giuda Taddeo, 1700-1705, busto ligneo policromo, Solofra (Avellino), Collegiata di San Michele
- San Giuseppe, 1710-1715, busto ligneo policromo, Solofra (Avellino), Collegiata di San Michele
- San Francesco di Paola, statua lignea policroma, Solofra (Avellino), Collegiata di San Michele
- Sant’Antonio, busto ligneo policromo, Solofra (Avellino), Collegiata di San Michele
- Sant’Antonio, statua lignea policroma, Nusco (Avellino), Chiesa di Sant'Antonio
- Bambinello in culla, statua lignea policroma, Lucera, Basilica Santuario di San Francesco Antonio Fasani
- San Francesco Antonio Fasani, statuetta lignea policroma, Lucera, Museo Diocesano
- Madonna Addolorata, statua lignea policroma, Napoli, Chiesa di Santa Maria ad Ogni Bene dei Sette Dolori
- Crocifisso, statua lignea policroma, Napoli, Chiesa di San Pantaleone
- Santo Strato, busto ligneo policromo, Napoli, Chiesa di Santo Strato a Posillipo
- Sant'Anna, statua lignea policroma, Mercato San Severino, Chiesa di Sant'Anna in pandola di Mercato San Severino
- Sant' Anna, statua lignea policroma, Napoli, Basilica di Santa Maria della Pazienza

## Galleria d'immagini

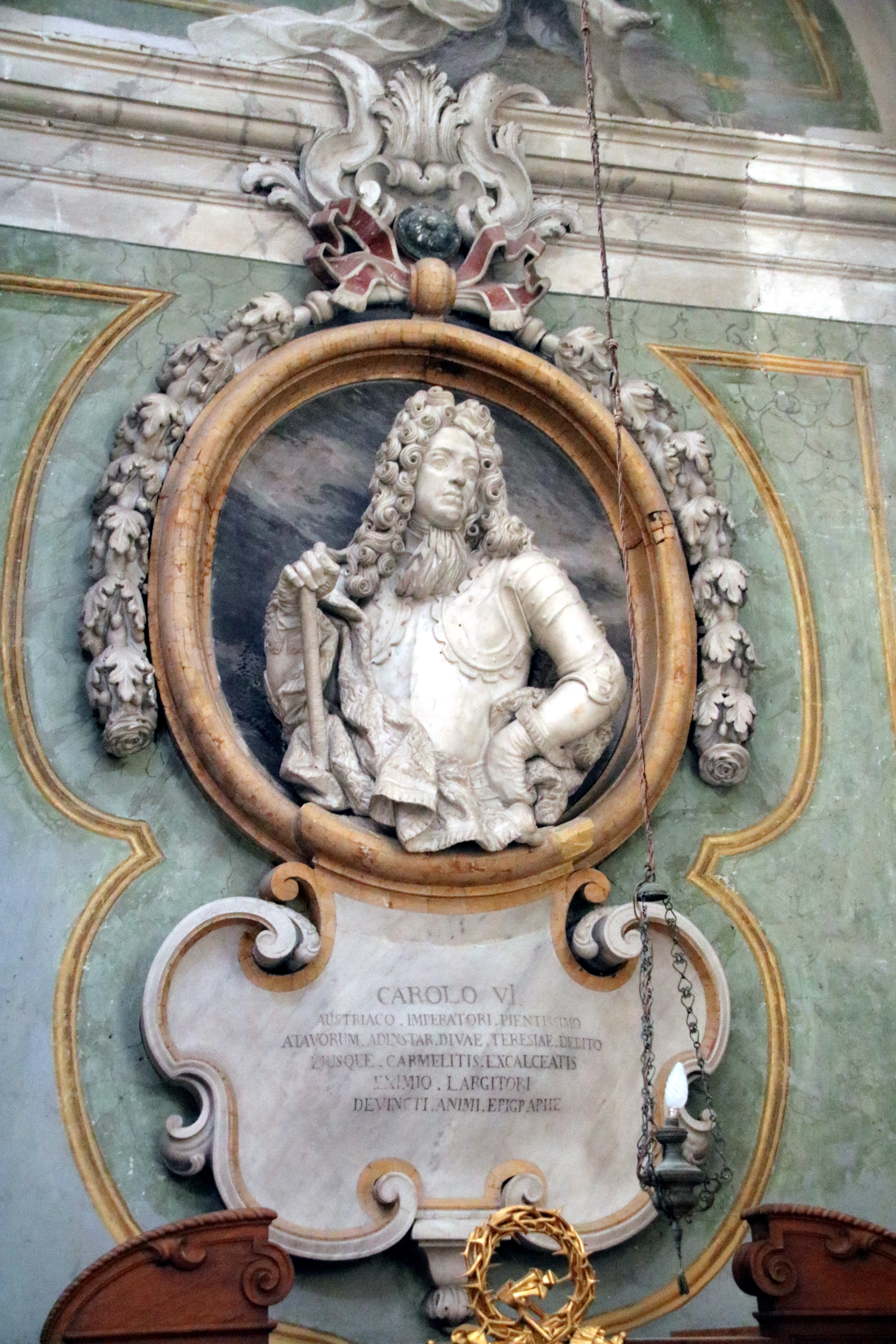
Busto dell'imperatore Carlo VI, 1715, Napoli, chiesa di Santa Teresa degli Scalzi.
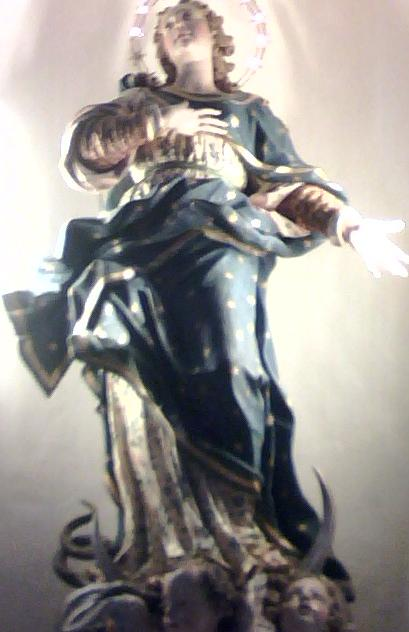
Immacolata Concezione, 1718, Lucera, basilica santuario di San Francesco Antonio Fasani.